# Volčja Jama, Trebnje
Volčja Jama este o localitate din comuna Trebnje, Slovenia, cu o populație de 16 locuitori.